# Min Buri
Min Buri est l'un des 50 khets de Bangkok, Thaïlande. 

## Points d'intérêt
- École suisse de Bangkok

## Galerie

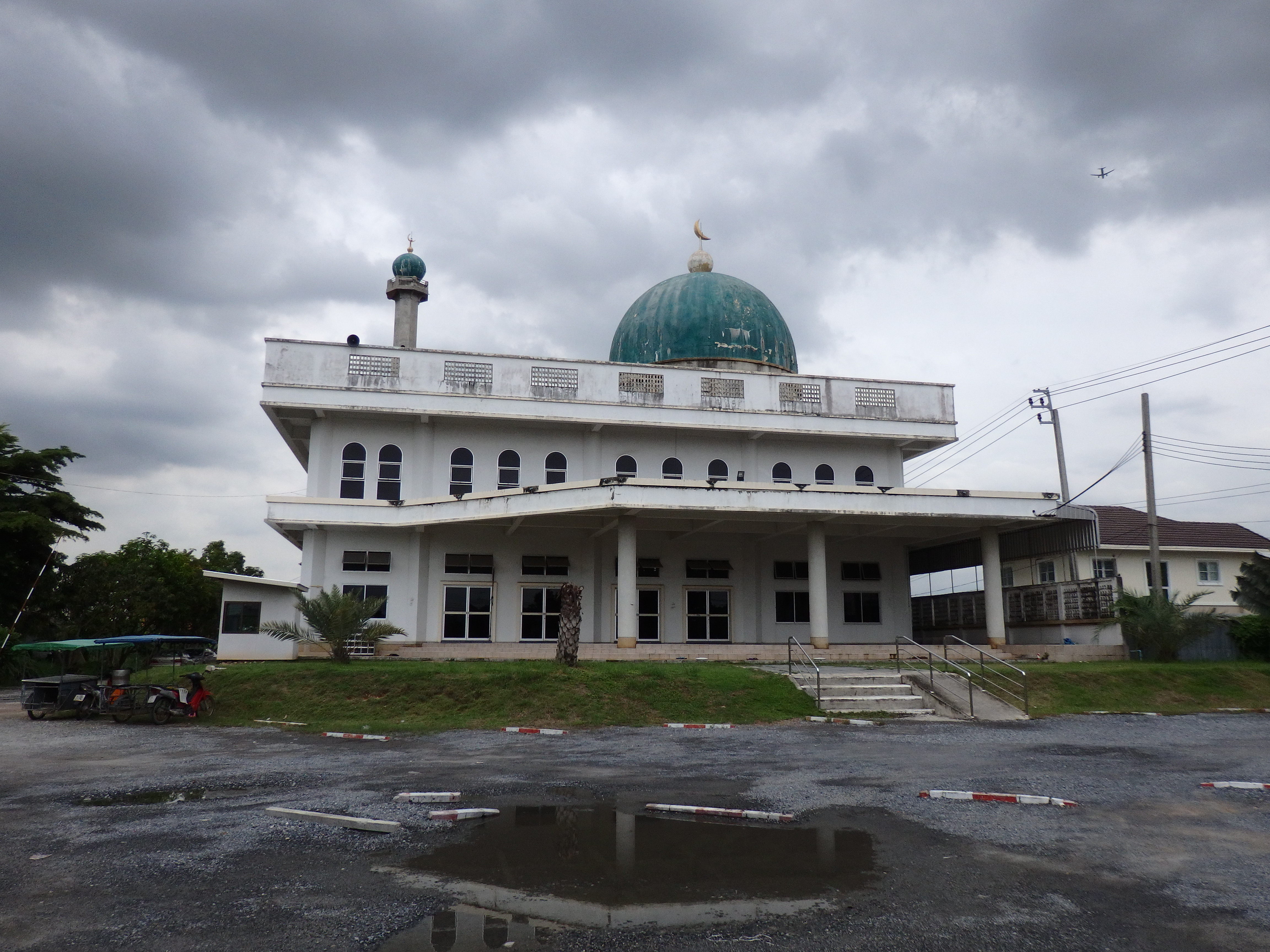
Une mosquée
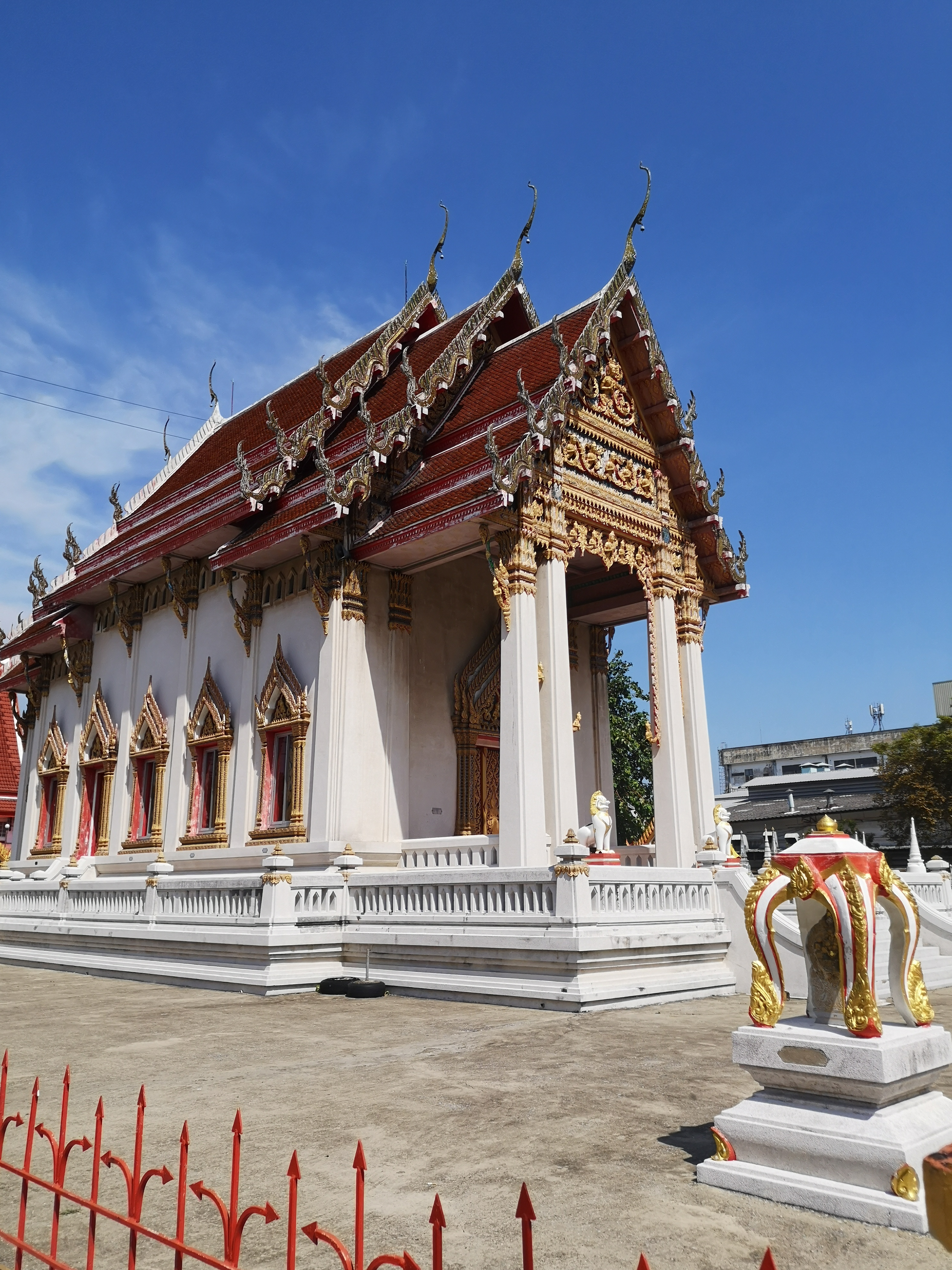
Un temple bouddhiste
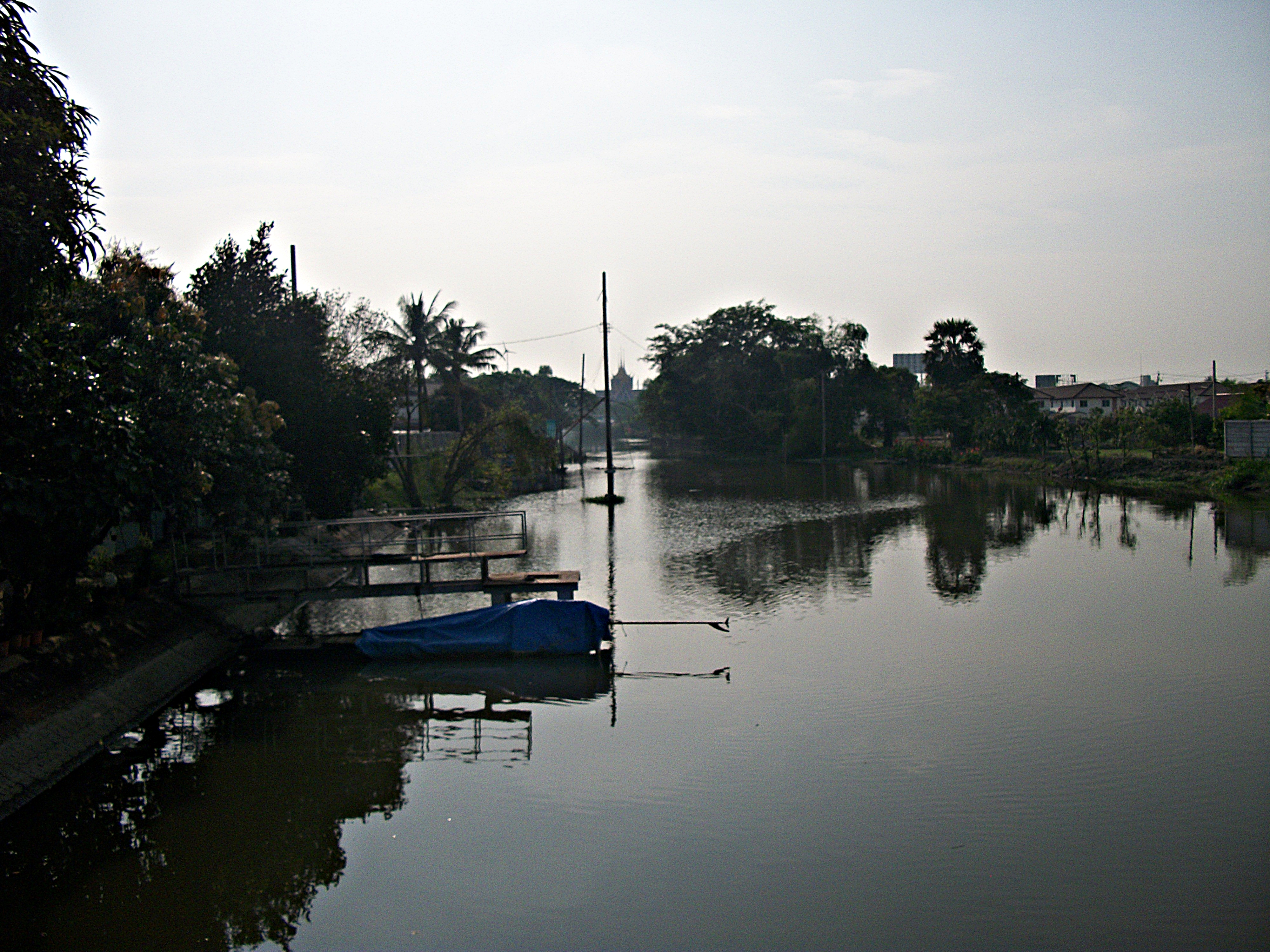
Le canal Saen Saeb
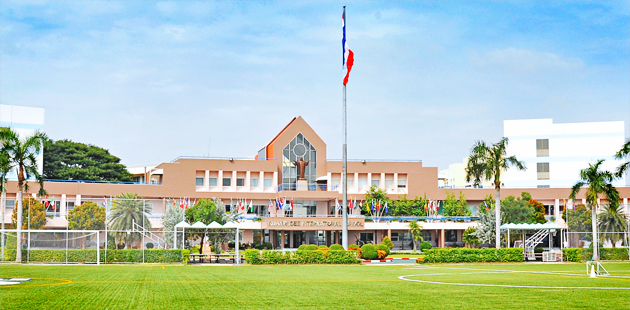
L'école suisse de Bangkok